# Geomitra clavigera
Geomitra clavigera Becc. – gatunek myko-heterotroficznych, ziemnopączkowych roślin bezzieleniowych z monotypowego rodzaju Geomitra Becc. z rodziny trójżeńcowatych (Burmanniaceae), występujący w Tajlandii i Malezji.
Rodzaj Geomitra posiada homonim w taksonomii zoologicznej, Geomitra Swainson. Jest to rodzaj ślimaków płucodysznych z rodziny Hygromiidae (nadrodzina Helicoidea).
Nazwa naukowa rodzaju pochodzi od greckich słów γη (geo – ziemia) i μήτρα (mitra – łono, infuła). Epitet gatunkowy clavigera w języku łacińskim oznacza dźwigający maczugę.

## Systematyka
Pozycja rodzaju według APW (aktualizowany system APG IV z 2016)
Rodzaj Geomitra należy do rodziny trójżeńcowatych (Burmanniaceae), w rzędzie pochrzynowców (Dioscoreales) w obrębie kladu jednoliściennych (monocots).